# Chmielowa (obwód lwowski)
Chmielowa, (ukr. Хмелева́) – wieś w obwodzie lwowskim, w rejonie złoczowskim na Ukrainie. Miejscowość liczy 179 mieszkańców.

## Położenie
Według Słownika geograficznego Królestwa Polskiego i innych krajów słowiańskich z XIX w.: Chmielowa to wieś w powiecie złoczowskim, położona 1 milę na północny wschód od sądu powiatowego w Złoczowie, oddalona o 2 mile na południowy wschód od Oleska i o trzy ćwierci mili na południowy wschód od urzędu pocztowego w Sassowie. Położona na samym dziale wód między Dniestrem a Bugiem, wśród ogromnych lasów.